# Soave classico
Il Soave Classico DOC è un vino bianco, ottenuto nella fascia collinare dei comuni di Soave e Monteforte d'Alpone, che si trovano in provincia di Verona.

## Caratteristiche organolettiche
- colore: giallo paglierino tendente a volte al verdognolo.
- odore: vinoso con caratteristico profumo intenso e delicato.
- sapore: asciutto, di medio corpo e armonico, leggermente amarognolo.

Ha capacità di evolversi con profumi lievemente minerali con gusto pieno ed autorevole ed al tempo stesso delicato.

## Zona di produzione
L'uso della specificazione “CLASSICO” in aggiunta alla denominazione “SOAVE” è riservato al prodotto ottenuto da uve raccolte sui rilievi collinari dei comuni di Soave e Monteforte d'Alpone, nei quali si trova la zona originaria più antica, detta “zona storica”, interessata da una superficie vitata di 1.700 ettari. Il terreno di queste colline è di origine vulcanica con importanti affioramenti calcarei.
Il Soave Classico è un vino pregiato sia perché le rese per ettaro sono inferiori rispetto al Soave e sia perché il tipo di terreno (vulcanico e calcareo) da cui nasce favorisce una maggiore complessità e mineralità del vino.

## Abbinamenti gastronomici
Il Soave Classico permette di valorizzare i profumi e i sapori dei prodotti del territorio. 
Da sempre, nelle terre del Soave, il primo piatto è la minestra: o di verdure (minestrone), con l'aggiunta di fagioli, o il pamójo o la panà, che era pane bollito e condito con un filo d'olio di oliva, o il riso con le verdure e cioè  con le verze, con il cavolo cappuccio, con i piselli (risi e bisi), con il sedano rapa.
 
La pasta fatta in casa, taiadèle in brodo coi figadìni (capellini in brodo coi fegatini), era il piatto della domenica che si accompagnava alla gallina e al manzo lessato abbinato alle salse, quali la pearà fatta col pane raffermo e il formaggio, il cren (radice di rafano tritata). 
Il vino Soave si accompagna inoltre ai bigoli fatti al torchio con farina di grano tenero e conditi con le sarde sotto sale, piatto di rigore in Quaresima,.
In primavera è usanza comune utilizzare gli asparagi selvatici (le sparasine), i germogli del luppolo (i bruscàndoli), le ortiche e molte altre varietà come ingredienti per arricchire zuppe, secondi piatti, uova. Il piatto della tradizione pasquale è il capretto al forno, a fuoco lentissimo ed insaporito con il Soave.
Il Soave si accompagna con le lumache, chiamate localmente bogóni, con le ostriche, sia crude che gratinate con latterini, e salmone.
Antipasti:
- bagnet verd: acciughe dissalate in salsa verde[5]
- acciughe sotto sale, dissalate e poste sott'olio e pasta d'acciughe
- salame

Primi piatti di pasta, zuppe di pesce:
- risotto de gò con il ghiozzo (Zosterisessor ophiocephalus), detto gò, pesce tipico della laguna veneziana
- polenta
- Bouillabaisse.

Secondi piatti di carne:
- soprèssa di Verona
- coniglio veneto
- cotechino

Secondi piatti di pesce:
- gamberetti e merluzzo bolliti[6] conditi con olio/limone,
- sogliola alla mugnaia[7],

Contorni:
- carciofo violetto di Sant'Erasmo e broccoli fritti[8]
- melanzane e zucchine impanate e fritte[9]
- Frittelle di zucchine[10].

Formaggi: 
- Taleggio (formaggio)
- Grana Padano
- Formaggio agordino di malga

Dolci:
- Frìtole
- Zirotto
- Baicoli

Fast food:
- Focaccia
- Patatine
- Pizza

## Produzione
Provincia, stagione, volume in ettolitri
- Verona  (1990/91)  125665,96
- Verona  (1991/92)  122948,59
- Verona  (1992/93)  127080,4
- Verona  (1993/94)  116128,1
- Verona  (1994/95)  119476,25
- Verona  (1995/96)  117060,0
- Verona  (1996/97)  115946,83